# Biološka aktivnost
U farmakologiji, biološka aktivnost ili farmakološka aktivnost opisuje korisne ili štetne efekte leka na živu materiju. Kada je lek složena hemijska smeša, ovu aktivnost ispoljava aktivni sastojak supstance ili farmakofor, ali se može modifikovati drugim sastojcima. Među različitim svojstvima hemijskih jedinjenja, farmakološka/biološka aktivnost igra ključnu ulogu, jer sugeriše upotrebu jedinjenja u medicinskoj primeni. Međutim, hemijska jedinjenja mogu pokazati neke štetne i toksične efekte koji mogu sprečiti njihovu upotrebu u medicinskoj praksi.
Biološka aktivnost se obično meri biološkim testom i aktivnost je generalno zavisna od doze, što se istražuje pomoću krive doza-odgovor. Dalje, uobičajeno je da postoje efekti u rasponu od korisnih do štetnih za jednu supstancu kada se prelazi sa niskih na visoke doze. Aktivnost u velikoj meri zavisi od ispunjavanja ADME kriterijuma. Da bi bilo delotvorno kao lek, jedinjenje ne samo da mora da bude aktivno protiv cilja, već i da poseduje odgovarajuća ADME svojstva (apsorpcija, distribucija, metabolizam i izlučivanje), neophodna da bi se data materija učinila pogodnom za upotrebu kao lek. Zbog troškova merenja, biološke aktivnosti se često predviđaju pomoću računskih metoda, takozvanih QSAR modela.
Bioaktivnost je ključna osobina koja promoviše oseointegraciju za vezivanje i bolju stabilnost zubnih implantata. Prevlake od bioglasa predstavljaju veliku površinu i reaktivnost što dovodi do efektivne interakcije materijala prevlake i okolnog koštanog tkiva. U biološkom okruženju, formiranje sloja karbonizovanog hidroksiapatita (CHA) inicira vezivanje za koštano tkivo. Površinski premaz bioglasa podleže ispiranju/razmeni jona, rastvaranju stakla i formiranju HA sloja koji promoviše ćelijski odgovor tkiva. Visoka specifična površina bioaktivnih stakala izazva bržu rastvorljivost materijala, dostupnost jona u okolnom području i poboljšanu sposobnost adsorpcije proteina. Ovi faktori zajedno doprinose bioaktivnosti premaza od biostakla. Pored toga, podstiče se mineralizacija tkiva (kosti, zubi), dok su ćelije koje formiraju tkivo u direktnom kontaktu sa materijalima od biostakla.